# أبيرناثي
أبيرناثي (بالإنجليزية: Abernathy)‏ هي مدينة أمريكية تقع في ولاية تكساس. تبلغ مساحة هذه المدينة 3.1 (كم²)، ويبلغ عدد سكانها 2839 نسمة حسب إحصاء سنة 2010 م. تشير إحصاءات سنة 2000م بأن الكثافة السكانية في هذه المدينة تقدر بـ(927.4) نسمة/كم2.

## التركيبة السكانية
حدّد مكتب تعداد الولايات المتحدة بيانات التركيبة السكانية لأبيرناثي في تعداد الولايات المتحدة. في ما يلي، التركيبة السكانية حسب تعدادي 2000 و2010.

### تعداد عام 2000
بلغ عدد سكان أبيرناثي 2,839 نسمة بحسب تعداد عام 2000، وبلغ عدد الأسر 996 أسرة وعدد العائلات 801 عائلة مقيمة في المدينة. في حين سجلت الكثافة السكانية 341.6 نسمة لكل كيلومتر مربع (884.7/ميل2). وبلغ عدد الوحدات السكنية 1,081 وحدة بمتوسط كثافة قدره 130.1 لكل كيلومتر مربع (337.0/ميل2).
وتوزع التركيب العرقي للمدينة بنسبة 76.15% من البيض و2.47% من الأمريكيين الأفارقة و0.77% من الأمريكيين الأصليين و0.14% من الأمريكيين ذوي الأصول الآسيوية و18.63% من الأعراق الأخرى و1.83% من عرقين مختلطين أو أكثر و43.15% من الهسبانيون أو اللاتينيون من أي عرق.
بلغ عدد الأسر 996 أسرة كانت نسبة 42.6% منها لديها أطفال تحت سن الثامنة عشر تعيش معهم، وبلغت نسبة الأزواج القاطنين مع بعضهم البعض 65.5% من أصل المجموع الكلي للأسر، ونسبة 10.9% من الأسر كان لديها معيلات من الإناث دون وجود شريك، بينما كانت نسبة 4% من الأسر لديها معيلون من الذكور دون وجود شريكة وكانت نسبة 19.6% من غير العائلات. تألفت نسبة 18.2% من أصل جميع الأسر من عدة أفراد يعيشون في نفس المنزل ونسبة 11.5% كانت تتألف من شخص يعيش بمفرده يبلغ من العمر 65 عاماً أو أكثر. وبلغ متوسط حجم الأسرة المعيشية 2.85، أما متوسط حجم العائلات فبلغ 3.23.
بلغ العمر الوسطي للسكان 35.4 عاماً. وكانت نسبة 30.1% من القاطنين تحت سن الثامنة عشر، وكانت نسبة 8% بين الثامنة عشر والرابعة والعشرين عاماً، ونسبة 25.5% كانت واقعةً في الفئة العمرية ما بين الخامسة والعشرين والرابعة والأربعين عاماً، ونسبة 21.4% كانت ما بين الخامسة والأربعين والرابعة والستين، ونسبة 15.1% كانت ضمن فئة الخامسة والستين عاماً فما فوق. يوجد لكل 100 أنثى 95.9 ذكر، ويوجد لكل 100 أنثى في الثامنة عشر من عمرها فما فوق 88.5 ذكر.
بلغ متوسط دخل الأسرة في المدينة 31,377 دولارًا، أما متوسط دخل العائلة فبلغ 35,399 دولارًا. وكان متوسط دخل الذكور 25,635 دولارًا مقابل 21,198 دولارًا للإناث. وسجل دخل الفرد الخاص بالمدينة 13,919 دولارًا. وكانت نسبة 9.6% من العائلات ونسبة 9.3% من السكان تحت خط الفقر، وكان من هؤلاء نسبة 8.7% تحت سن الثامنة عشر ونسبة 9.4% في الخامسة والستين من العمر وما فوق.

### تعداد عام 2010
بلغ عدد سكان أبيرناثي 2,805 نسمة بحسب تعداد عام 2010، وبلغ عدد الأسر 1,020 أسرة وعدد العائلات 759 عائلة مقيمة في المدينة. في حين سجلت الكثافة السكانية 337.5 نسمة لكل كيلومتر مربع (874.1/ميل2). وبلغ عدد الوحدات السكنية 1,132 وحدة بمتوسط كثافة قدره 136.2 لكل كيلومتر مربع (352.8/ميل2).
وتوزع التركيب العرقي للمدينة بنسبة 79.86% من البيض و2.53% من الأمريكيين الأفارقة و0.68% من الأمريكيين الأصليين و0.07% من الأمريكيين ذوي الأصول الآسيوية و14.62% من الأعراق الأخرى و2.25% من عرقين مختلطين أو أكثر و47.70% من الهسبانيون أو اللاتينيون من أي عرق.
بلغ عدد الأسر 1,020 أسرة كانت نسبة 40.2% منها لديها أطفال تحت سن الثامنة عشر تعيش معهم، وبلغت نسبة الأزواج القاطنين مع بعضهم البعض 57.2% من أصل المجموع الكلي للأسر، ونسبة 12.5% من الأسر كان لديها معيلات من الإناث دون وجود شريك، بينما كانت نسبة 4.8% من الأسر لديها معيلون من الذكور دون وجود شريكة وكانت نسبة 25.6% من غير العائلات. تألفت نسبة 24% من أصل جميع الأسر من عدة أفراد يعيشون في نفس المنزل ونسبة 14.1% كانت تتألف من شخص يعيش بمفرده يبلغ من العمر 65 عاماً أو أكثر. وبلغ متوسط حجم الأسرة المعيشية 2.75، أما متوسط حجم العائلات فبلغ 3.26.
بلغ العمر الوسطي للسكان 37.1 عاماً. وكانت نسبة 29.9% من القاطنين تحت سن الثامنة عشر، وكانت نسبة 6.7% بين الثامنة عشر والرابعة والعشرين عاماً، ونسبة 23.4% كانت واقعةً في الفئة العمرية ما بين الخامسة والعشرين والرابعة والأربعين عاماً، ونسبة 22.8% كانت ما بين الخامسة والأربعين والرابعة والستين، ونسبة 17.2% كانت ضمن فئة الخامسة والستين عاماً فما فوق. وتوزع التركيب الجنسي للسكان بنسبة 47.9% ذكور و52.1% إناث.